# براندان كيوغ
براندان كيوغ (بالإنجليزية: Brendan Keogh)‏ هو مدرب رياضي أسترالي، ولد في 8 ديسمبر 1970 في Penrith, New South Wales ‏ في أستراليا.